# Stefania Belmondo
Stefania Belmondo, född 13 januari 1969 i Vinadio, italiensk längdskidåkare.
Belmondo har erövrat tio medaljer, varav två guld, under de olympiska spel hon har deltagit i. Belmondo har även erövrat fem VM-guld. 
- 2002 lade hon av med längdskidåkningen.
- 2006 tände hon den olympiska elden under Olympiska vinterspelen 2006 i Turin.